# Пахтаева, Ефросинья Тодоровна
Ефросиния Тодоровна Боргоякова (Пахтаева) (1927 — ?) — звеньевая колхоза имени Сталина Аскизского района Хакасской автономной области, Красноярский край. Герой Социалистического Труда (07.01.1948).

## Биография
Родилась в 1927 году в селе Есино ныне Аскизского района Республики Хакасия. Хакаска.
После окончания Есинской начальной школы с началом Великой Отечественной войны вступила в местный колхоз имени Сталина («Аргыз Сталин»), трудилась в полеводческом звене Ефросинии Макаровой. Урожаи в звене постоянно росли и были самыми высокими даже в тяжёлые годы Великой Отечественной войны, когда не хватало техники, посевных семян и рабочих рук.
Позже Ефросиния Боргоякова сама возглавила комсомольско-молодёжное звено по выращиванию зерновых.
После неурожайного из-за засухи послевоенного 1946 года в следующем 1947 году колхозом получен урожай пшеницы 31,8 центнера с гектара на площади 76,95 гектара, притом как в среднем по Хакасии урожай составил 11 центнеров с гектара.
Звено Ефросинии стало лучшим в колхозе, которое по итогам работы в 1947 году получило урожай пшеницы 33,4 центнера с гектара на площади 32,23 гектара.
Указом Президиума Верховного Совета СССР от 7 января 1948 года за получение высоких урожаев пшеницы и ржи в 1947 году Боргояковой Ефросинье Тодоровне присвоено звание Героя Социалистического Труда с вручением ордена Ленина и золотой медали «Серп и Молот».
Этим же указом высокого звания были удостоены её наставница Е.П. Макарова и председатель колхоза И.С. Чазыбаев.
В последующие годы звено Е. Т. Пахтаевой (в замужестве) продолжало получать высокие урожаи зерновых.
Проживала в родном селе Есино Республики Хакасия.

## Награды
- Золотая медаль «Серп и Молот» (07.01.1948) Медаль № 302

- орден Ленина (07.01.1948) № 19618
- орден «Знак Почёта» (25.12.1976)
- и другими
- Отмечена дипломами и почётными грамотами.